# Ivan Getting
Ivan Alexander Getting (18 de janeiro de 1912 — Coronado, 11 de outubro de 2003) foi um físico e engenheiro eletrônico estadunidense.
A ele é creditado, juntamente com Roger Easton e Bradford Parkinson, o desenvolvimento do Sistema de Posicionamento Global (GPS)

## Condecorações
- Medalha Presidencial por Mérito (1948)
- The Naval Ordnance Development Award
- The Air Force Exceptional Service Award (1960)
- IEEE Aerospace and Electronic Systems Pioneer Award (1975)
- The Kitty Hawk Award (1975)
- The Institute of Electrical and Electronic Engineer’s Pioneer Award and Founders Medal (1989)
- The Department of Defense Medal for Distinguished Public Service (1997)
- Medalha John Fritz (1998)
- Air Force Space and Missile Pioneers Hall of Fame at Peterson Air Force Base in Colorado Springs
- San Diego Aerospace Museum's International Aerospace Hall of Fame (2002)
- Navy Superior Public Service Award (1999)
- The National Academy of Engineering Prêmio Charles Stark Draper (com Bradford Parkinson, 2003)
- National Inventors Hall of Fame (póstuma, 2004)